# Okręg wyborczy Maidstone and Malling
Okręg wyborczy Maidstone and Malling powstał w 2023 r. i wysyła do brytyjskiej, Izby Gmin jednego deputowanego. Obejmuje terytorium uprzednio należące do okręgów wyborczych Maidstone and The Weald, Tonbridge and Malling i Chatham and Aylesford.

## Deputowani do brytyjskiej Izby Gmin z okręgu Maidstone and Malling
- 2024- : Helen Grant, Partia Konserwatywna[2]